# Troctólito

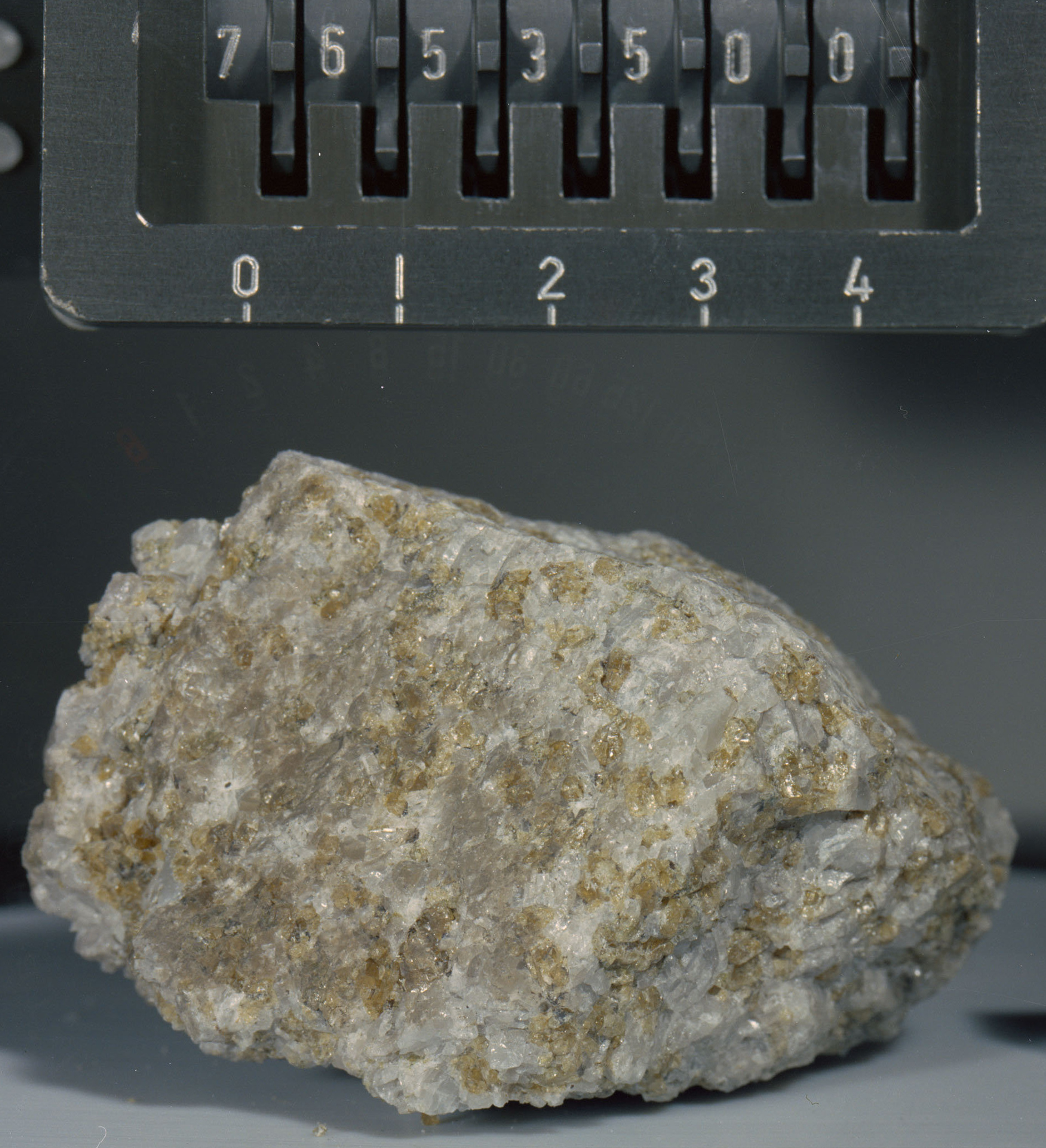
Troctolite 76535 do local de pouso da Apollo 17

Troctólito /ˈtrɒktəlaɪt/ (do grego τρώκτης 'truta' e λίθος 'pedra') é um tipo de rocha máfica intrusiva. Consiste principalmente de, em quantidades variáveis, de olivina e plagioclase cálcica, juntamente com piroxeno, em menor quantidade. É um anortosito rico em olivina ou um parente de gabro com falta de piroxeno. No entanto, diferentemente do gabbro, nenhum troctolito corresponde em composição a um derretimento parcial do peridotito. Assim, o troctólito é necessariamente um acumulado de cristais que fracionaram a partir do fundido. 

O troctólito é encontrado em algumas intrusões estratificadas, como na intrusão Archean de Windimurra na Austrália Ocidental, no depósito de sulfeto magmático de níquel - cobre - cobalto de Voisey's Bay no norte do Labrador, no complexo ígneo de Stillwater em Montana, no Complexo Duluth na América do Norte em Midcontinent Rift, e na intrusão estratificada da ilha de Rùm, na Escócia. O troctólito também é encontrado, por exemplo, no rochedo Merensky no complexo ígneo Bushveld, na África do Sul e no complexo Lizard, na Cornualha.